# Zygmunt Wdowiński

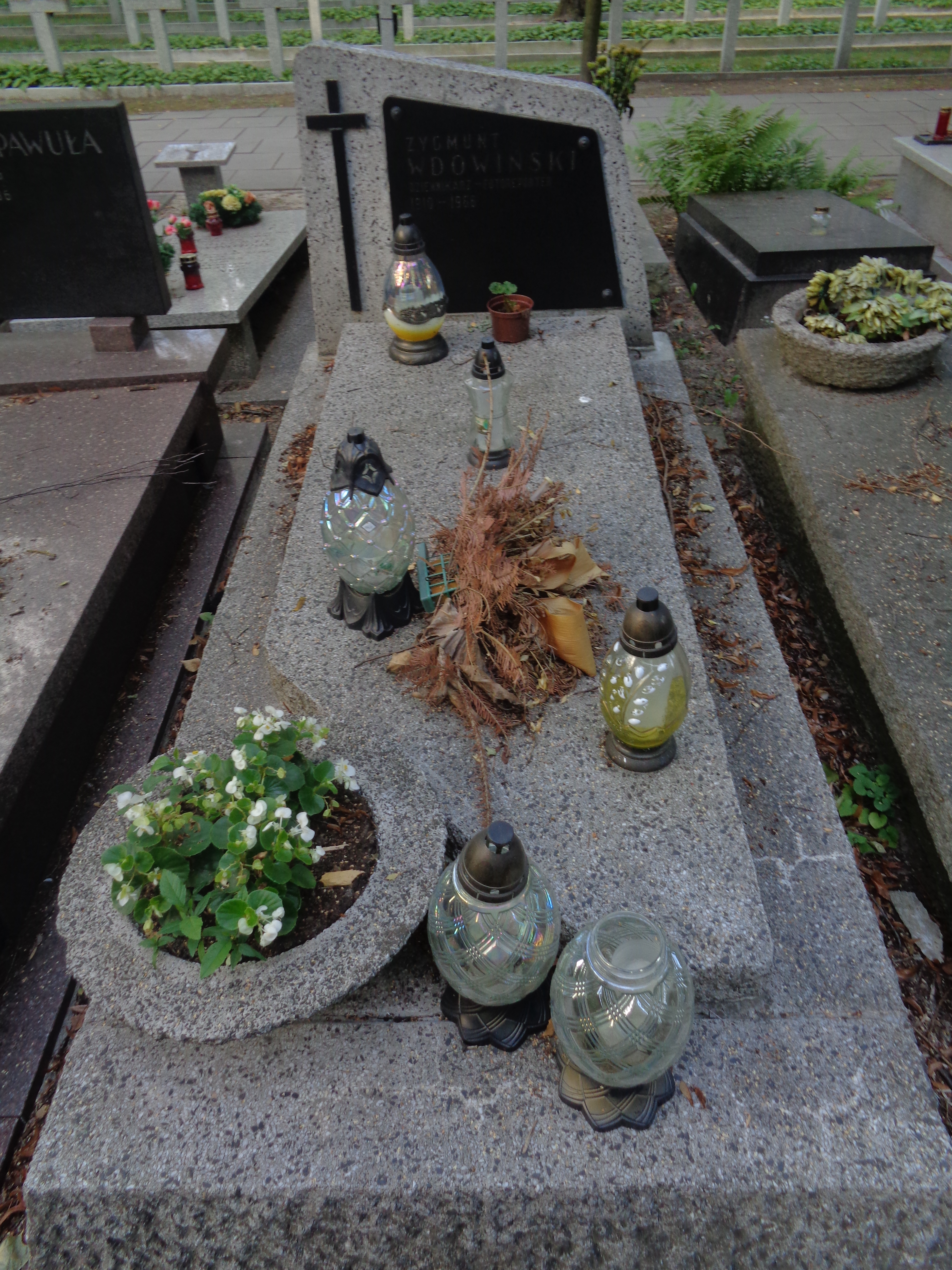
Grób Zygmunta Wdowińskiego na Cmentarzu Wojskowym na Powązkach

Zygmunt Wdowiński (ur. 22 marca 1910 w Warszawie, zm. 14 maja 1966 w Warszawie) – polski fotograf, fotoreporter, dziennikarz. Członek Stowarzyszenia Dziennikarzy Polskich. Członek założyciel i członek Zarządu Klubu Fotografii Prasowej przy SDP.

## Życiorys
Zygmunt Wdowiński związany z warszawskim środowiskiem fotograficznym – po 1945 roku podjął pracę w Socjalistycznej Agencji Prasowej w Warszawie, w czasie późniejszym w Agencji Robotniczej. W 1948 roku był współzałożycielem Klubu Fotografii Prasowej, działającego przy Stowarzyszeniu Dziennikarzy Polskich, w którym przez wiele lat pełnił funkcję członka Zarządu KFP.
Zygmunt Wdowiński był uczestnikiem wielu konkursów fotograficznych oraz współautorem wielu wystaw pokonkursowych, na których otrzymał wiele akceptacji, nagród i wyróżnień. W 1957 roku został laureatem pierwszej nagrody w kategorii Features (zdjęcia pojedyncze) – w konkursie World Press Photo of the Year, za fotografię Zegarmistrz przy pracy (Zegarmistrz z Sarajewa). Uczestniczył z powodzeniem w wielu edycjach Ogólnopolskiego Konkursu Fotografii Prasowej – zapoczątkowanego w 1958 roku. Był wieloletnim fotoreporterem Centralnej Agencji Fotograficznej. 
Zygmunt Wdowiński zmarł 14 maja 1966 w Warszawie, pochowany na Cmentarzu Wojskowym na Powązkach – kwatera B/15 (2/10). 
Fotografie Zygmunta Wdowińskiego znajdują się m.in. w zbiorach Polskiej Agencji Prasowej.